# 능안초등학교
능안초등학교는 대한민국 경기도 파주시에 있는 공립 초등학교이다.